# Xylopia tomentosa
Xylopia tomentosa este o specie de plante angiosperme din genul Xylopia, familia Annonaceae, descrisă de Arthur Wallis Exell. Conform Catalogue of Life specia Xylopia tomentosa nu are subspecii cunoscute.